# ランブル (GOING UNDER GROUNDの曲)
「ランブル」は、GOING UNDER GROUNDのシングル。ビクターエンタテインメントのレーベルHAPPYHOUSEより2002年7月10日発売。

## 概要
メジャーデビュー後4枚目のシングルである。ジャケットイラストは宮尾和孝が手掛けた。アルバム『ホーム』とのダブル購入特典として、封入応募券による応募で抽選で300名に本作のアナログ盤がプレゼントされるキャンペーンが行われた。前作「ミラージュ」に続く上田ケンジとの共同プロデュース作品。
制作当時の様子を収めた「桶川通信」という映像作品が2013年に公式YouTubeチャンネルで公開されている。

## 収録曲
1. ランブル
（作詞・作曲：松本素生）
FM802の2002年7月度HEAVY ROTATION[1]。2002年7月26日にテレビ朝日「ミュージックステーション」に初めて出演した際に演奏された[2]。
2. サンセット
（作詞・作曲：松本素生）

## 収録アルバム
ランブル
- ホーム
- BEST OF GOING UNDER GROUND with YOU
- COMPLETE SINGLE COLLECTION 1998-2008
- ホーム 2018〜midnightblue〜 - セルフカバーを収録。
- ALL TIME BEST〜20th STORY + LOVE + SONG〜

サンセット
- THE BOX - B-SIDE COLLECTIONに収録。

### コンピレーション
- I'll/CKBC『I'll/CKBC Image Album Sentimental Lilac』（2002年11月20日発売） - 浅田弘幸の漫画『I'll』のイメージアルバムに「サンセット」が収録されている[3]。
- ワーナー・ミュージック・ジャパン『802 HEAVY ROTATIONS〜J-HITS COMPLETE '01-'03』（2004年12月8日発売） - 「ランブル」を収録[4]。